# The Book of Eliot
Albums de Hord
The Waste Land (album)
(2010)
The Book of Eliot est le 3e album studio du groupe de metal industriel français Hord. L'album est sorti le 22 octobre 2013 sur le label Send the wood music. Il est distribué physiquement en France par Season of Mist et à l'étranger par Plastic Head Music Distribution.
Il s'agit du deuxième album-concept du groupe et le premier avec Hadrien Tourrenc au poste de chanteur saturé.
L'album est construit comme un livre de voyage retraçant la vie d'Eliot, un personnage créé à l'occasion du précédent album du groupe The Waste Land (album), dernier survivant d'une humanité qu'il semble avoir lui-même mené à sa perte et dont il porte le fardeau. Au crépuscule de sa vie, Eliot laisse en guise de testament son journal intime, livre en lambeaux contenant ses souvenirs et réflexions éparses sur l’humanité, des photos, citations, collages, guenilles de son existence solitaire.
Page après page, l'artwork, les textes et la musique de Hord rendent hommage aux artistes et œuvres dont le groupe s'est inspiré pour composer cette histoire : des poètes comme T.S. Eliot, Dante Alighieri, W. H. Auden, William Carlos Williams, Charles Baudelaire et Paul Verlaine, mais aussi des peintres comme Pieter Brueghel l'Ancien dont deux titres de l'album reprennent explicitement le nom de deux de ses tableaux : Landscape with the Fall of Icarus (Paysage à la chute d'Icare) et Kindermord (Le Massacre des Innocents). Enfin, l'univers post-apocalyptique qui règne dans le disque doit beaucoup au cinéma et à des films comme Le Livre d'Eli et La Route.

## Clips
Un clip vidéo a été réalisé pour la chanson At the Gate par Guillaume Picq et a été diffusé sur L'Énôrme TV, dans l'émission de Stéphane Buriez Une dose de metal, en mars 2014.

## Liste des morceaux
1. Analepsis - 1:15
2. Confession - 5:08
3. At the Gate - 6:14
4. The Sleepless Journey - 2:52
5. Landscape with the Fall of Icarus - 4:48
6. The Unwaverings - 3:56
7. On Collision Course - 3:07
8. Unleash the Hermod - 3:26
9. Kindermord - 7:03
10. What the Thunder Said - 4:41

## Musiciens
- Hadrien Tourrenc — chant
- Jonathan Devaux — chant/guitare
- Moerty Fooley — guitare
- Vincent Barnavol — batterie
- Kristen Schwartz — basse

## Crédits
- Magnus Lindberg – mixage et mastering
- Jonathan Devaux – production, enregistrement (guitare, basse, voix)
- Bruno Brew Varea – enregistrement batterie
- Jakob Arevarn – artwork et design de l'album
- David Lundmark – artwork et design de l'album
- Jacob Petersson – artwork et design de l'album